# 따로국밥
따로국밥은 밥을 국에 말지 않고 국과 밥을 서로 다른 그릇에 담아내는 국밥이다.

## 지역별 따로국밥

### 대구
대구의 따로국밥은 사골과 양지머리를 넣고 고은 육수에 대파와 무를 넣은 대구식 육개장을 만들면서 선지를 함께 넣고 선지해장국처럼 끓여 밥과 함께 내는 음식이다. 선지를 넣은 것은 "따로국밥"으로, 선지를 넣지 않은 것은 "육개장"이나 "쇠고기국밥"으로 구분해 부르기도 한다.

## 사진

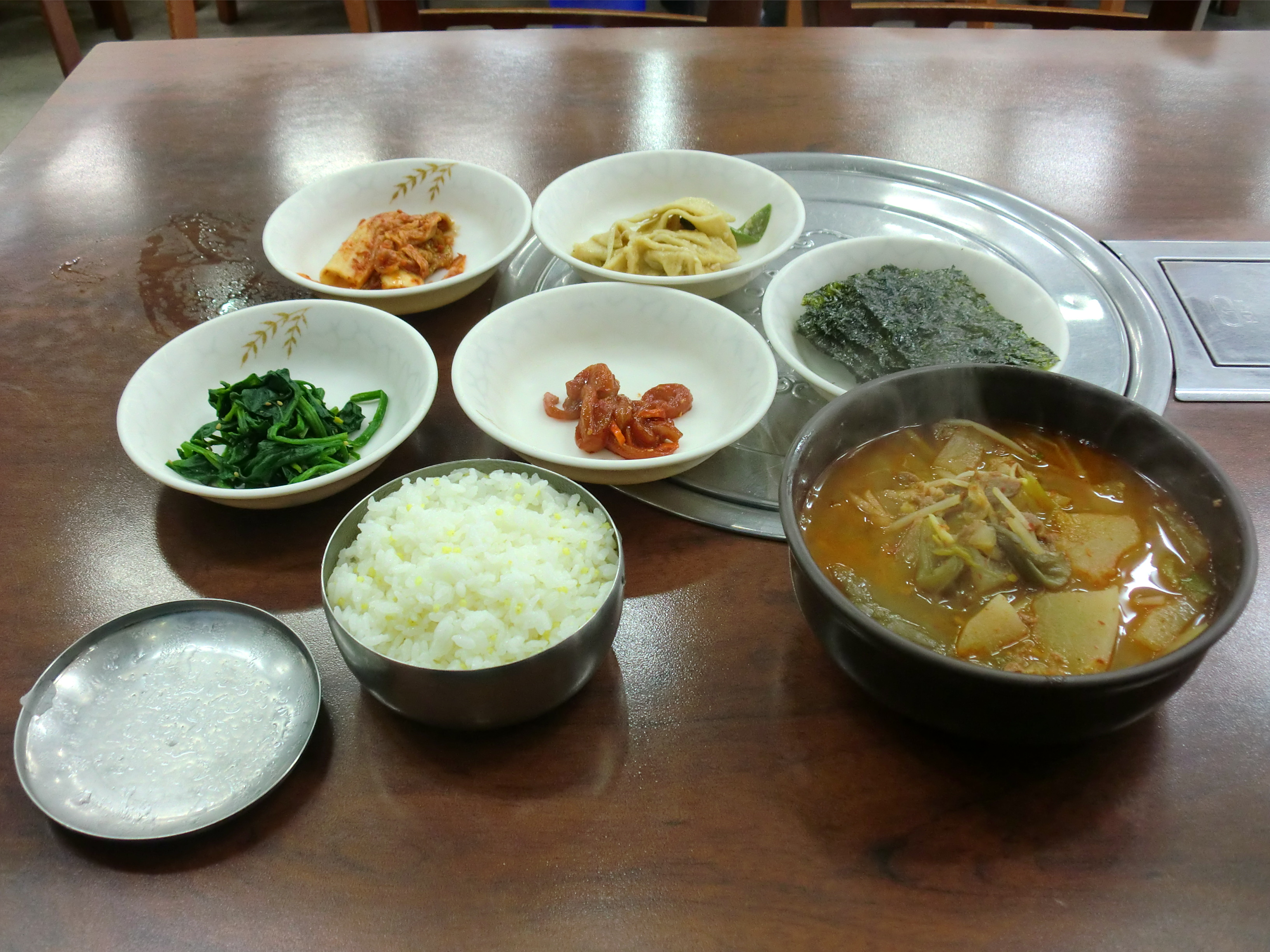
따로국밥과 반찬